# Cardenal alaverd
El cardenal alaverd (Caryothraustes canadensis) és un ocell de la família dels cardinàlids (Cardinalidae).

## Hàbitat i distribució
Habita la selva pluvial, vegetació secundària i zones suburbanes de les terres baixes de l'est de Panamà i des del sud-est de Colòmbia, sud de Veneçuela i les Guaianes, cap al sud, fins l'Amazònia i est de Brasil.